# Ђорђе Ћосић
Ђорђе Ћосић (Сарајево, 11. септембар 1995) босанскохерцеговачки је фудбалер који игра у одбрани, а тренутно наступа за новосадску Младост.

## Каријера
Сениорску каријеру је отпочео у Звијезди 09, за коју је наступао у Другој, а затим и Првој лиги Републике Српске. Потом је играо у зворничкој Дрини. Наступао је и за Витез, пре него што је потписао уговор са бањалучким Борцем. Клуб је напустио у септембру 2021. Следеће године наступао је за Шахтјор Караганди, а почетком 2023. године је постао члан новосадске Младости.

## Трофеји и награде
Звијезда 09
- Друга лига Републике Српске — група Исток : 2014/15.[2]

Борац Бања Лука
- Премијер лига Босне и Херцеговине : 2020/21.[8]